# Eylem
Eylem  est un prénom féminin d'origine turque.